# Baliakandi
Baliakandi è un sottodistretto (upazila) del Bangladesh situato nel distretto di Rajbari, divisione di Dacca. Si estende su una superficie di 242,53 km² e conta una popolazione di 163.191 abitanti (dato censimento 1991).